# Heinz-Nittel-Hof

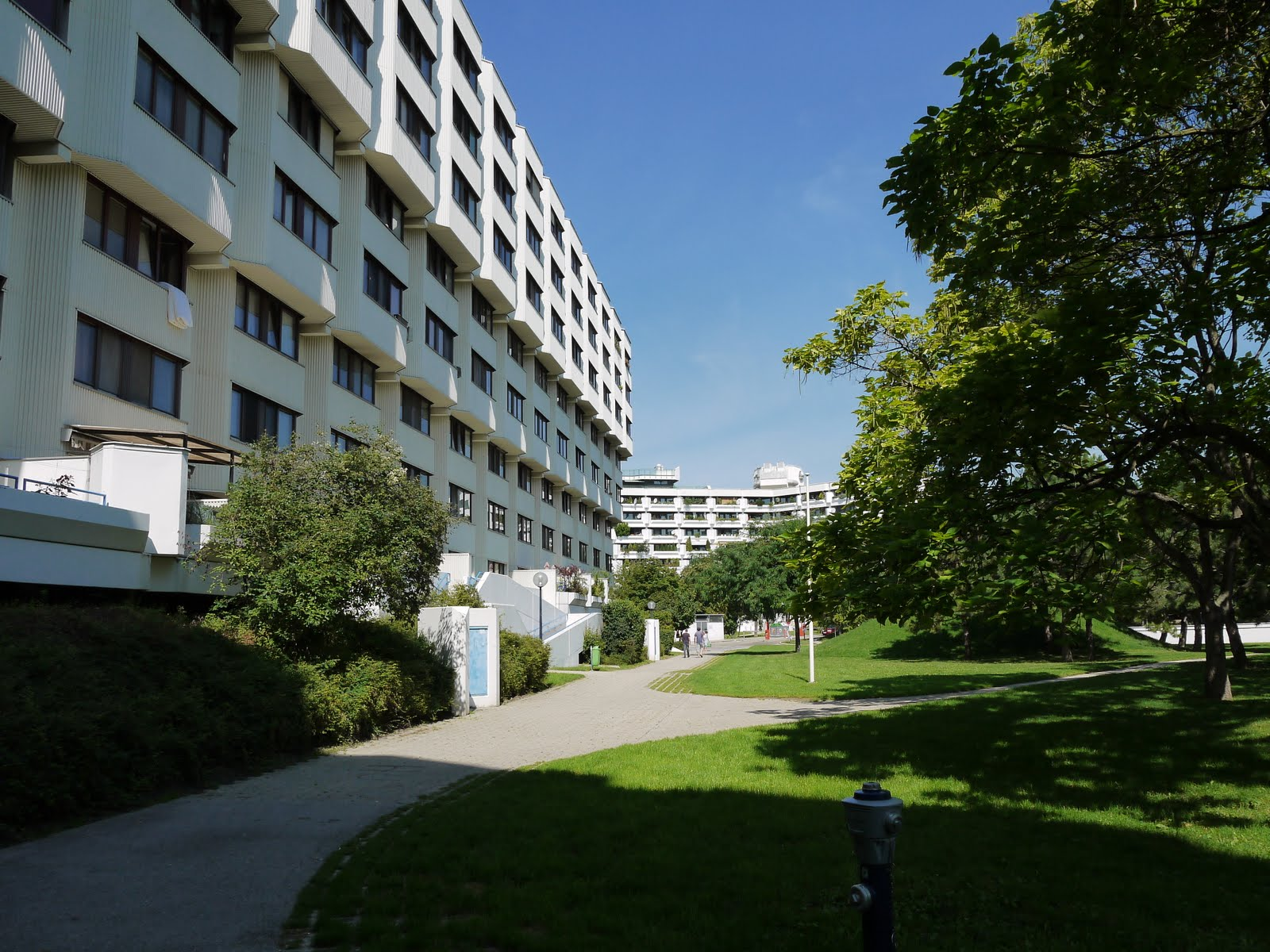
Heinz-Nittel-Hof

Der Heinz-Nittel-Hof ist eine städtische Wohnanlage in Großjedlersdorf, Bezirksteil des 21. Wiener Gemeindebezirks Floridsdorf. Mit 1422 Wohnungen zählt er zu den größten Wohnanlagen des Bezirks. Die Anlage wurde von 1979 bis 1983 nach den Plänen von Harry Glück errichtet und nach dem Wiener Politiker Heinz Nittel benannt.
Der Heinz-Nittel-Hof erstreckt sich auf einem relativ schmalen Grundstück zwischen Brünner Straße und Ruthnergasse, etwas östlich des historischen Großjedlersdorfer Ortskerns. Er besteht aus vier meist achtgeschoßigen und schlangenförmigen Blocks, die von Westen nach Osten hintereinander angeordnet sind und architektonisch dem ebenfalls von Harry Glück entworfenen Wohnpark Alterlaa ähneln. Die unteren Stockwerke sind an der Südseite abgestuft und mit begrünten abgestuften Terrassen, die oberen mit Loggien ausgestattet, die Nordfassaden sind hingegen geschlossen. Die Wohngebäude sind durch eine Parklandschaft voneinander getrennt, das gesamte Areal ist autofrei.

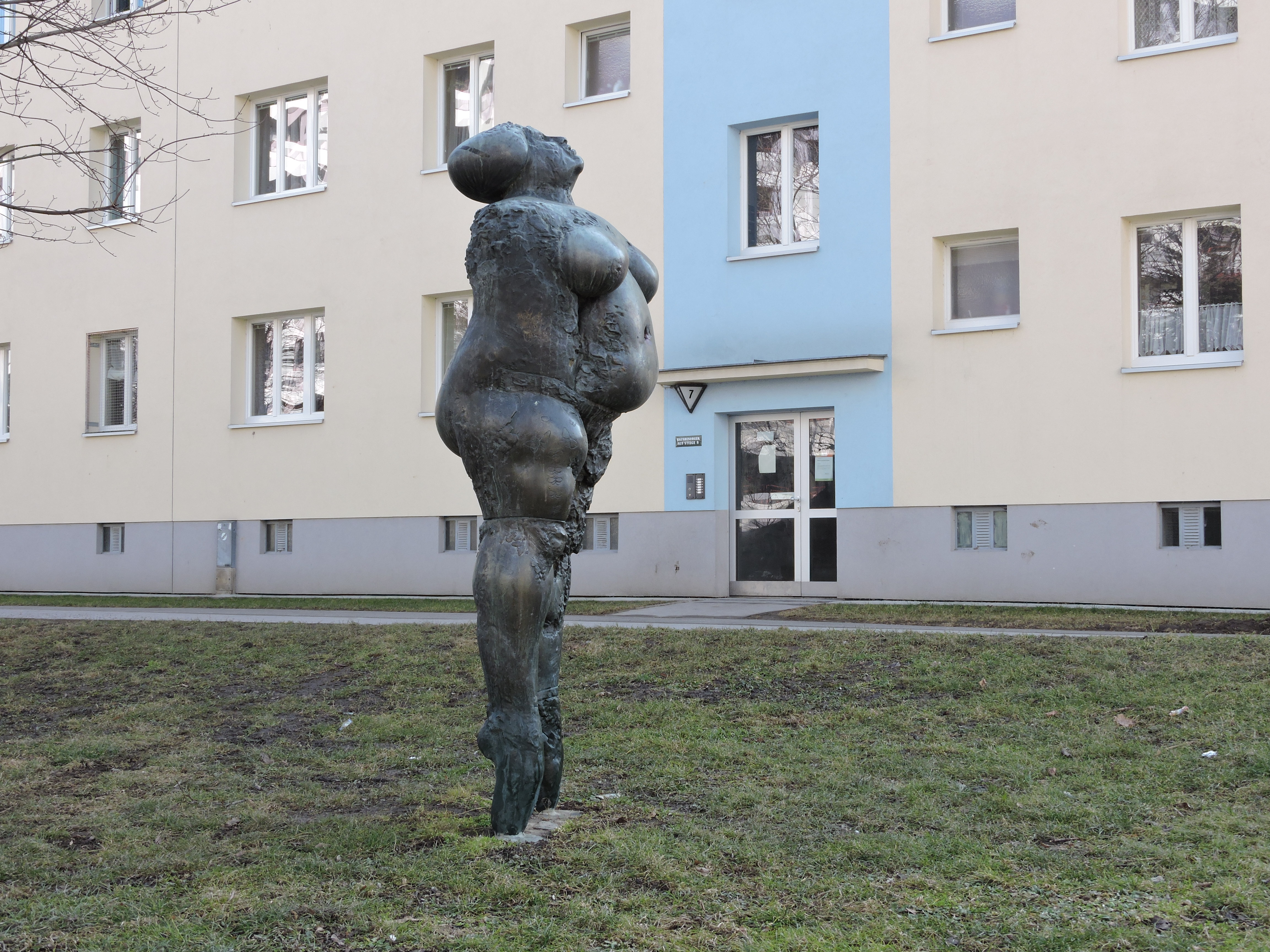
Bronzeplastik Katharina von Österreich

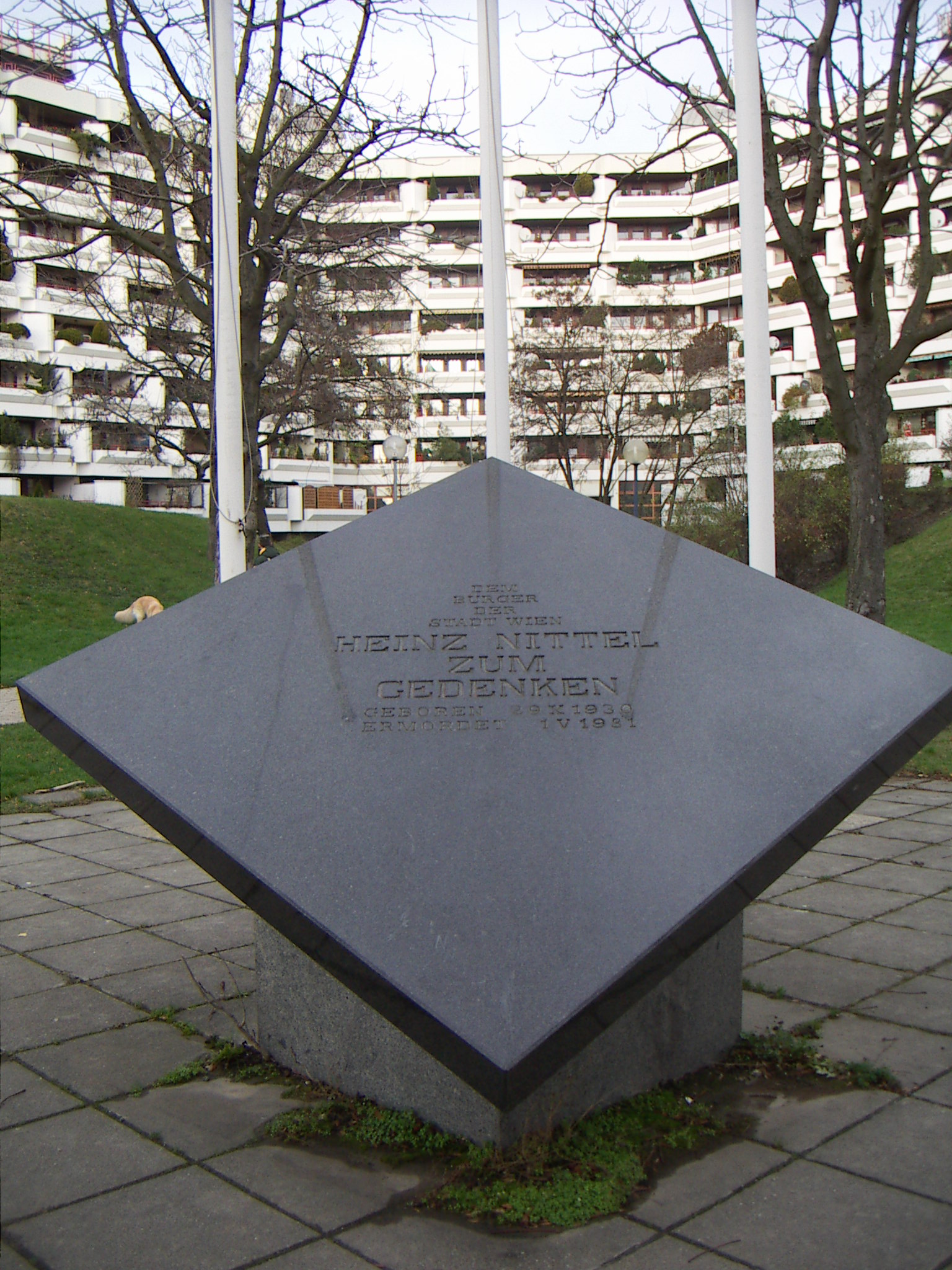
Gedenktafel

Wie der Wohnpark Alterlaa wurde auch der Heinz-Nittel-Hof mit Dachschwimmbädern ausgestattet. In einem eigenen Gebäude ist eine Volksschule untergebracht, in den östlichen Block ist die Pfarrkirche St. Markus integriert, außerdem befindet sich in der Anlage ein Kindergarten. An der Marco-Polo-Promenade, die den südlichen Abschluss der Anlage bildet, befindet sich eine Gedenktafel für Heinz Nittel sowie die Bronzeplastik Katharina von Österreich von Gerda Fassel.